# La Roë
La Roë (prononcé [la.ʁo]) est une commune française, située dans le département de la Mayenne en région Pays de la Loire, peuplée de 250 habitants.
La commune fait partie de la province historique de l'Anjou (Haut-Anjou).

## Géographie
Dans le sud-ouest de la Mayenne, proche de la Bretagne, mais située dans l'ancienne province d'Anjou, La Roë est située dans le sud-Mayenne, à 33 kilomètres à l'ouest-nord-ouest de Château-Gontier et à 33 kilomètres au sud-sud-est de Laval, à environ 60 kilomètres de Rennes et d'Angers. Cette commune est située sur les routes départementales D 25 d'Angers à Rennes par Craon et D 11 de Pouancé à Saint-Poix.
Le sol a pour particularité d'être constitué de schistes précambriens. Il y a un grand lambeau de graviers à galets de quartz sur la rive droite du ruisseau de la Pelterie à l'entrée du bourg.

### Communes limitrophes
Les communes limitrophes de La Roë sont Fontaine-Couverte, Ballots et Saint-Michel-de-la-Roë.

### Climat
Pour des articles plus généraux, voir Climat des Pays de la Loire et Climat de la Mayenne.
En 2010, le climat de la commune est de type climat océanique altéré, selon une étude du CNRS s'appuyant sur une série de données couvrant la période 1971-2000. En 2020, Météo-France publie une typologie des climats de la France métropolitaine dans laquelle la commune est exposée à un climat océanique et est dans la région climatique  Bretagne orientale et méridionale, Pays nantais, Vendée, caractérisée par une faible pluviométrie en été et une bonne insolation. 
Pour la période 1971-2000, la température annuelle moyenne est de 11,5 °C, avec une amplitude thermique annuelle de 13,5 °C. Le cumul annuel moyen de précipitations est de 721 mm, avec 12,3 jours de précipitations en janvier et 6,8 jours en juillet. Pour la période 1991-2020, la température moyenne annuelle observée sur la station météorologique de Météo-France la plus proche, sur la commune de Ballots à 5 km à vol d'oiseau, est de 11,8 °C et le cumul annuel moyen de précipitations est de 782,1 mm,. Pour l'avenir, les paramètres climatiques de la commune estimés pour 2050 selon différents scénarios d'émission de gaz à effet de serre sont consultables sur un site dédié publié par Météo-France en novembre 2022.

## Urbanisme

### Typologie
Au 1er janvier 2024, La Roë est catégorisée commune rurale à habitat dispersé, selon la nouvelle grille communale de densité à sept niveaux définie par l'Insee en 2022.
Elle est située hors unité urbaine et hors attraction des villes,.

### Occupation des sols
L'occupation des sols de la commune, telle qu'elle ressort de la base de données européenne d’occupation biophysique des sols Corine Land Cover (CLC), est marquée par l'importance des territoires agricoles (96,5 % en 2018), une proportion identique à celle de 1990 (96,5 %). La répartition détaillée en 2018 est la suivante : 
prairies (46,3 %), terres arables (39,9 %), zones agricoles hétérogènes (10,3 %), forêts (3,5 %). L'évolution de l’occupation des sols de la commune et de ses infrastructures peut être observée sur les différentes représentations cartographiques du territoire : la carte de Cassini (XVIIIe siècle), la carte d'état-major (1820-1866) et les cartes ou photos aériennes de l'IGN pour la période actuelle (1950 à aujourd'hui).

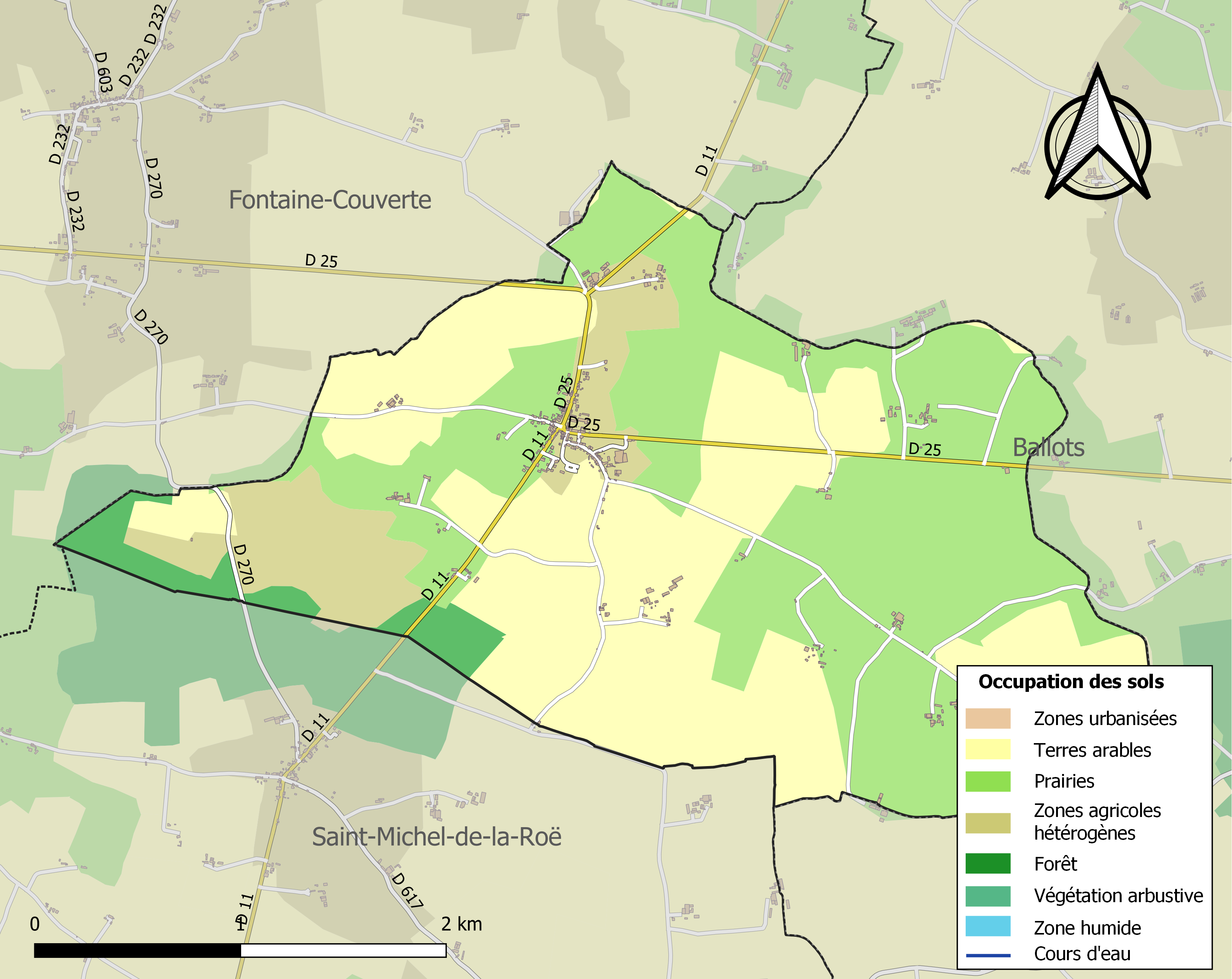
Carte des infrastructures et de l'occupation des sols de la commune en 2018 (CLC).

## Histoire
La commune de La Roë fait partie de la Mayenne angevine et du Haut-Anjou historique.
Au Moyen Âge puis sous l'Ancien Régime, le fief de la baronnie angevine de Craon dépendait de la sénéchaussée principale d'Angers et du pays d'élection de Château-Gontier.
La fondation de La Roë débute avec la concession qui fut faite en 1096, par Renaud le Bourguignon, au moine et ermite Robert d'Arbrissel, qui recherchait la solitude. Bientôt rejoint par d'autres moines, il leur donna la règle des chanoines réguliers. Son nom vient du fait que leurs cellules étaient placées en cercle, donc en forme de roue. Ils se servirent de leur moinerie comme du point central de leur défrichement, qui prit la forme d'une roue ayant pour centre l'abbaye de la Roë.

## Héraldique
| Blason de La Roë | Blason  | De gueules, à une roue d’argent ; au chef d’argent, à un dragon issant de gueules. |
| Blason de La Roë | Détails | Le gueules avec la roue constituent à la fois des armes parlantes et proviennent des armes de l’abbaye de la Roë. La reprise intégrale du blason d’une famille ou d’une communauté étant interdite pour les municipalités, il suffit d’en emprunter un ou plusieurs éléments. Le chef au dragon permet de rappeler la présence du château de Poiltrée où se trouvait une chapelle saint Georges, archange ayant terrassé le dragon. Les ornements sont deux deux gerbes de blé d’or, mises en sautoir par la pointe et liées de gueules afin d’honorer l’activité agricole. Le listel d'argent porte le nom de la commune en lettres majuscules de sable. La couronne de tours dit que l’écu est celui d’une commune ; elle n’a rien à voir avec des fortifications. Le statut officiel du blason reste à déterminer. |

## Politique et administration
| Période                                  | Période   | Identité         | Étiquette | Qualité           |
| ---------------------------------------- | --------- | ---------------- | --------- | ----------------- |
| juin 1995                                | mars 2014 | Fernand Grimault | SE        | Agriculteur       |
| mars 2014                                | En cours  | Gaëtan Chadelaud | SE        | Chef d'entreprise |
| Les données manquantes sont à compléter. |           |                  |           |                   |

## Population et société

### Démographie
L'évolution du nombre d'habitants est connue à travers les recensements de la population effectués dans la commune depuis 1793. Pour les communes de moins de 10 000 habitants, une enquête de recensement portant sur toute la population est réalisée tous les cinq ans, les populations de référence des années intermédiaires étant quant à elles estimées par interpolation ou extrapolation. Pour la commune, le premier recensement exhaustif entrant dans le cadre du nouveau dispositif a été réalisé en 2008.
En 2022, la commune comptait 250 habitants, en évolution de +2,46 % par rapport à 2016 (Mayenne : −0,73 %, France hors Mayotte : +2,11 %).
En 1726, la paroisse comptait 412[réf. nécessaire] habitants et 346[réf. nécessaire] en 1768.
| 1793 | 1800 | 1806 | 1821 | 1831 | 1836 | 1841 | 1846 | 1851 |
| ---- | ---- | ---- | ---- | ---- | ---- | ---- | ---- | ---- |
| 482  | 567  | 458  | 471  | 423  | 443  | 563  | 608  | 632  |

| 1856 | 1861 | 1866 | 1872 | 1876 | 1881 | 1886 | 1891 | 1896 |
| ---- | ---- | ---- | ---- | ---- | ---- | ---- | ---- | ---- |
| 593  | 631  | 643  | 641  | 650  | 586  | 553  | 541  | 512  |

| 1901 | 1906 | 1911 | 1921 | 1926 | 1931 | 1936 | 1946 | 1954 |
| ---- | ---- | ---- | ---- | ---- | ---- | ---- | ---- | ---- |
| 501  | 510  | 490  | 431  | 441  | 445  | 457  | 430  | 436  |

| 1962 | 1968 | 1975 | 1982 | 1990 | 1999 | 2006 | 2008 | 2013 |
| ---- | ---- | ---- | ---- | ---- | ---- | ---- | ---- | ---- |
| 430  | 396  | 320  | 265  | 260  | 241  | 243  | 243  | 244  |

| 2018 | 2022 | - | - | - | - | - | - | - |
| ---- | ---- | - | - | - | - | - | - | - |
| 247  | 250  | - | - | - | - | - | - | - |

## Économie
La Roë dispose de petits commerces dans son bourg. Quelques artisans et agriculteurs sont établis sur le territoire.

## Culture locale et patrimoine

### Lieux et monuments
- L'abbaye de la Roë, classée monument historique.

### Personnalités liées à la commune
- Robert d'Arbrissel (vers 1047 - vers 1117), qui a fondé l'abbaye de la Roë en 1096.